# Осип (присілок)
О́сип (рос. Осыпь) — присілок у складі Ачитського міського округу Свердловської області.
Населення — 46 осіб (2010, 58 у 2002).
Національний склад станом на 2002 рік: росіяни — 98 %.